# Giuseppe Tasca Lanza
Giuseppe Tasca Lanza (Palermo, 3 giugno 1849 – Palermo, 17 dicembre 1917) è stato un politico italiano.

## Biografia
Giuseppe Mastrogiovanni Tasca Lanza era figlio del senatore Lucio Mastrogiovanni Tasca e Nicolosi, conte d'Almerita e di Beatrice Lanza Branciforte. Studiò chimica all'università di Palermo, e fu assistente di Emanuele Paternò al laboratorio chimico di Palermo. Sposò Annetta Bordonaro Chiaramonte. Creò l'azienda agricola Villa Tasca, fra le più avanzate tecnologicamente di tutta la Conca d'oro intorno a Palermo e dal 1892 gestì l'ex feudo Regaleali, 1200 ettari nelle campagne al confine tra le province di Palermo e Caltanissetta, con l'azienda vinicola Tasca d'Almerita.
A lui si deve la fondazione del giardino romantico della famosa Villa Tasca a Palermo, tramite l'inserimento di essenze botaniche rare e tropicali, la creazione di un laghetto corredato dal famoso tempietto circolare (anni '80 del XIX secolo, architetto Francesco Paolo Palazzotto). La villa fu ammirata da moltissime importanti personalità recatesi a Palermo, tra cui Richard Wagner.  Fu presidente del Monte di pietà di Palermo e amministratore dell'Ospedale di Palermo e dell'Ospizio marino.
Fu sindaco di Palermo tre volte nel 1901, dal 1902 al 1903 e dal 1906 al 1907. Avviò la municipalizzazione del gas.
Deputato del Regno per tre legislature, dal 1890 al 1895 e dal 1897 al 1900, nel 1902 fu nominato Senatore del Regno d'Italia.
Nel 1916, il figlio Ottavio, cadde nella prima guerra mondiale, capitano del 143º reggimento fanteria, nell'attacco a Gorizia, mentre l'altro figlio Lucio Tasca Bordonaro, importante esponente del Movimento per l'Indipendenza della Sicilia nell'isola, fu primo sindaco di Palermo dopo la caduta del fascismo nel 1943.